# Szekeres (családnév)
A Szekeres régi magyar családnév. Eredetileg foglalkozásnév volt, jelentése: kocsis, szekárhajtó. Hasonló családnevek: Szekér, Szekérgyártó, Szekérmíves, Szekérvezető, Kocsis.

## Híres Szekeres nevű személyek
- Szekeres Adrien (1973) magyar énekesnő, dalszerző
- Szekeres András (1921–1999) háromszoros magyar bajnok labdarúgó, edző
- Szekeres Dénes (1944) magyar filmproducer
- Szekeres Ferenc (1947) magyar maratoni futó
- Szekeres Ferenc (1952) magyar grafikusművész
- Szekeres Ferenc (1927–2009) magyar karnagy
- Szekeres György (1911–2005) magyar-ausztrál matematikus
- Szekeres Imre (1950) magyar politikus
- Szekeres István (1927) magyar grafikusművész, tervezőgrafikus
- Szekeres József (1964) válogatott magyar labdarúgó
- Szekeres Klára (1987) válogatott magyar kézilabdázó
- Szekeres László (1931–1997) vajdasági magyar régész
- Szekeres Nóra (1980) magyar műsorvezető, színész
- Szekeres Pál (1964) többszörös paralimpiai bajnok magyar tőr- és kardvívó, sportvezető
- Szekeres Tamás (1964) magyar gitáros, zeneszerző, zenei rendező
- Szekeres Tamás (1972) válogatott magyar labdarúgó